# Gersthofen
Gersthofen est une ville allemande de Bavière, située dans l'arrondissement d'Augsbourg et le district de Souabe.

## Géographie

Situation de Gersthofen (en rouge) dans l'arrondissement d'Augsbourg

Gersthofen est située sur la rive gauche du Lech, à la limite avec l'arrondissement d'Aichach-Friedberg, à 6 km au nord d'Augsbourg dont elle est une banlieue.
La ville est composée de cinq quartiers (population en 2009) :
- Gersthofen (18 000)
- Hirblingen (820) ;
- Batzenhofen (980)
- Edenbergen (300)
- Rettenbergen (450).

Communes limitrophes (en commençant par le nord et dans le sens des aiguilles d'une montre) : Gablingen, Langweid am Lech, Rehling, Augsbourg, Neusäß, Aystetten, Adelsried, Bonstetten et Heretsried.

## Histoire
| Appartenances historiques Principauté épiscopale d'Augsbourg 969–1803 Électorat de Bavière 1803–1806 Royaume de Bavière 1806–1918 République de Weimar 1918–1933 Reich allemand 1933–1945 Allemagne occupée 1945–1949 Allemagne 1949–présent |

Gersthofen se trouvait à l'époque romaine sur le tracé de la Via Claudia Augusta et, au Ve ou VIe siècle, un village alaman y fut fondé. La première mention écrite date de 969 sous le nom de Gerfredeshoua, transformé ensuite en Gershouen puis en Gersthofen en 1424.
Le village a fait partie des domaines du prince-évêque d'Augsbourg avant d'être rattaché lors de la sécularisation et du recès d'Empire au royaume de Bavière en 1803.
La position de Gersthofen sur la première ligne de chemins de fer du royaume bavarois dès 1847 et sa proximité avec la grande ville d'Augsbourg ont permis son rapide développement au XXe siècle. Un aérodrome y fut aménagé en 1904, qui fut ensuite utilisé par les forces armées américaines après la Seconde Guerre mondiale.
Gersthausen a obtenu le statut de marché (markt) en 1950 et celui de ville (stadt) en 1969.
En 1975, la commune de Hirblingen lui est rattachée ainsi que les communes de Batzenhofen, Edenbergen et Rettenbergen en 1978.

## Démographie
Villagee de Gersthofen :
| 1910  | 1925  | 1933  | 1939  |
| ----- | ----- | ----- | ----- |
| 2 138 | 2 435 | 3 193 | 4 580 |

Ville de Gersthofen dans ses limites actuelles :
| 1840  | 1871  | 1900  | 1910  | 1925  | 1933  | 1939  | 1950  | 1961   |
| ----- | ----- | ----- | ----- | ----- | ----- | ----- | ----- | ------ |
| 1 539 | 1 725 | 2 629 | 3 083 | 3 371 | 4 149 | 5 567 | 8 132 | 12 381 |

| 1970   | 1987   | 2000   | 2005   | 2009   | - | - | - | - |
| ------ | ------ | ------ | ------ | ------ | - | - | - | - |
| 16 986 | 17 051 | 19 879 | 20 248 | 20 564 | - | - | - | - |

## Jumelages
La ville de Gersthofen est jumelée depuis 1969 avec :
- Nogent-sur-Oise (France) dans l'Oise en Picardie.